# Öffentlicher Bücherschrank

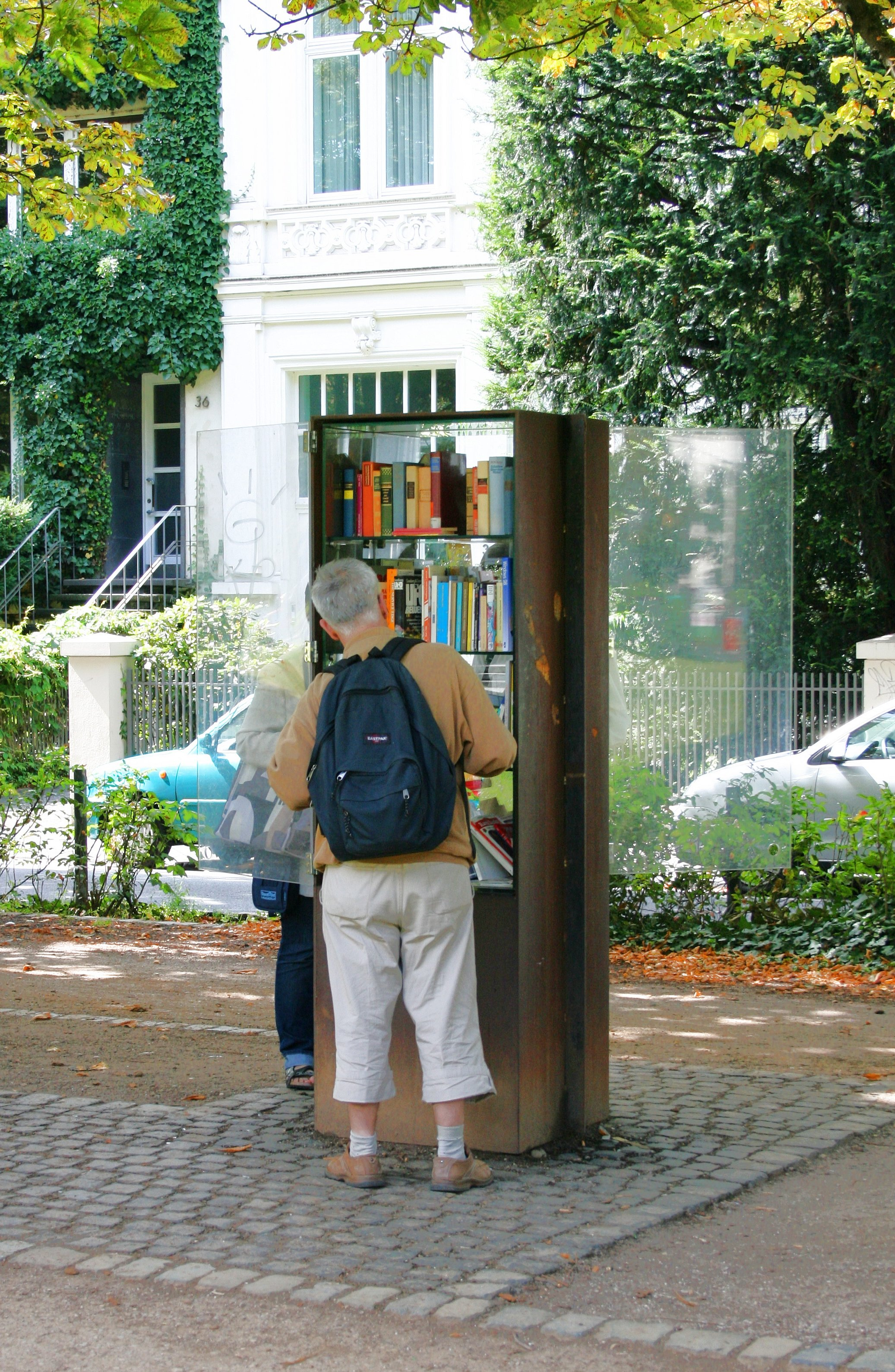
Öffentlicher Bücherschrank in Bonn (seit 2003)

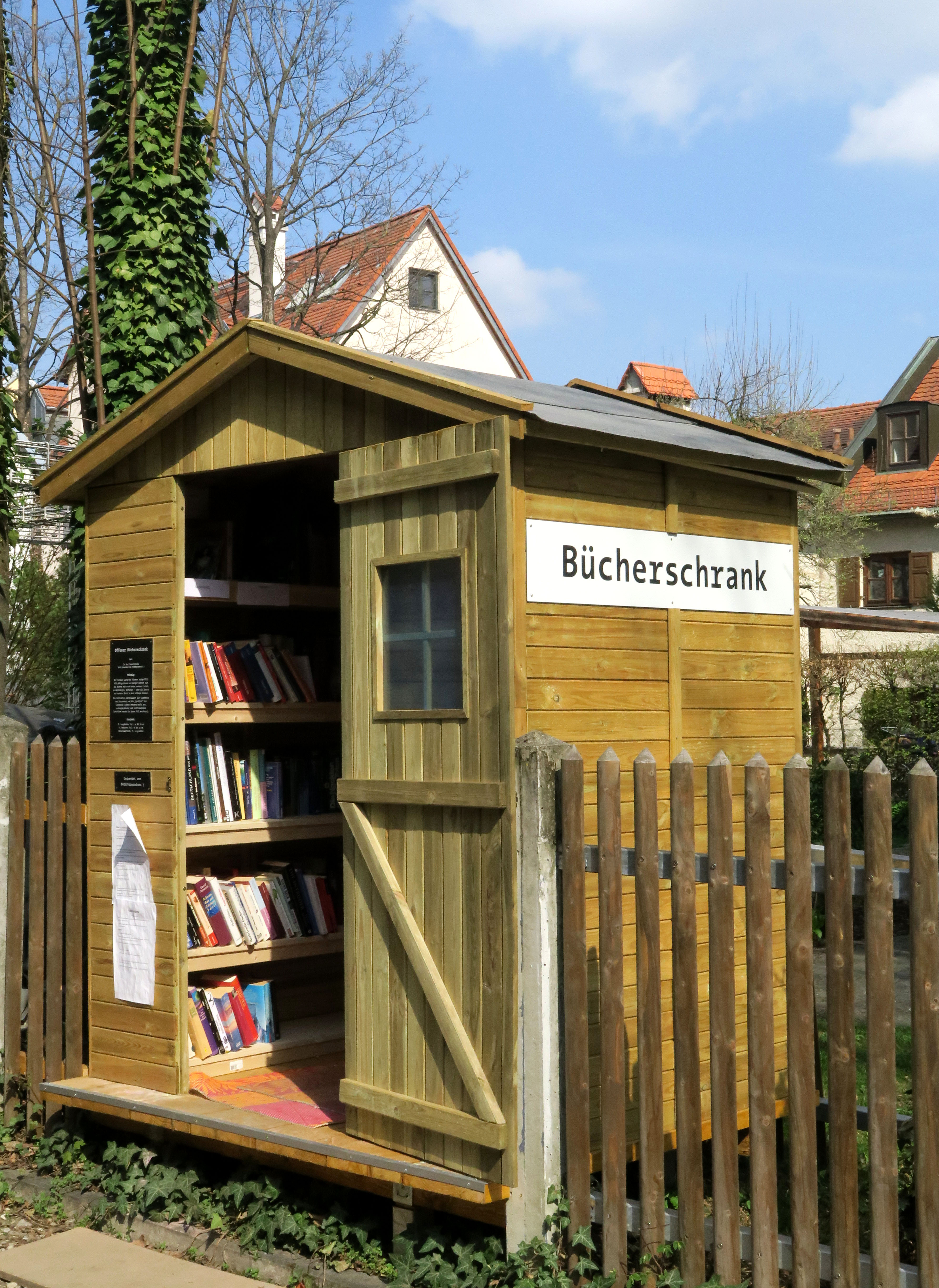
Begehbarer Bücherschrank in München, Stadtteil Au-Haidhausen

Ein öffentlicher Bücherschrank, auch Bücherbox oder Bücherzelle, ist ein Schrank, eine ehemalige Telefonzelle oder eine kleine Hütte mit Büchern, der dazu dient, Bücher kostenlos, anonym und ohne Formalitäten zum Tausch, zur Leihe oder Mitnahme anzubieten; zumeist im öffentlichen Raum. In Innenräumen von öffentlichen Einrichtungen, gewerblichen oder kirchlichen Gebäuden, sowie in Schenk- bzw. Umsonstläden stehen die zur kostenlosen Entnahme oder zum Tausch vorgesehenen Bücher zumeist in separaten Bereichen, die in der Regel nur zu bestimmten Zeiten zugänglich sind.

## Entstehung und Idee
Ähnlich der Idee zum Bookcrossing entwickelte sich in den 1990er Jahren der Gedanke, Bücherschränke zu etablieren, die jederzeit und öffentlich zugänglich sein sollten, um den Austausch von Literatur zu unterstützen. Ausgehend von Installationen als künstlerischem Akt (ab 1991 durch das Aktionskünstler-Duo Clegg & Guttmann, erstmals in Graz, auch in Mainz) wurden Ende der 1990er Jahre erste Bücherschränke zur Nutzung als „kostenlose Freiluft-Bibliothek“ in Darmstadt und Hannover realisiert, wobei es 2013 bereits 31 Bücherschränke allein im Stadtgebiet Hannover gab. Seitdem 2002 der Entwurf der Designerin und Bühnenbildnerin Trixy Royeck, damals Innenarchitekturstudentin in Mainz, im Rahmen eines Wettbewerbes der Bürgerstiftung Bonn prämiert wurde, findet das Konzept zahlreiche Nachahmer. Der Kölner Architekt Hans-Jürgen Greve entwarf auf Grundlage von Trixy Royecks Bücherschrank ein eigenes Modell (BOKX) aus Stahl und Acrylglas, das für Außenbereiche optimiert ist. Diese BOKX -Bücherschränke vertreibt er über die urbanlife eG, die nach eigenen Angaben Hauptproduzent offener Bücherschränke in Europa ist. 390 dieser wetterfesten Stahlschränke stehen in Deutschland.
In Hamburg gibt es rollende Bücherregale in 100 Linienbussen der VHH, wo ebenfalls Bücher eingestellt oder entnommen werden können.
Auch in Österreich wurde in Wien im Februar sowie im Juni 2010 ein öffentlicher Bücherschrank eröffnet. In Salzburg wurden 2012 zwei wetterfeste, rund um die Uhr geöffnete „Büchertankstellen“ in ausgedienten Telefonzellen errichtet und im ersten Jahr 10.000 Bücher getauscht. In Graz gibt es mittlerweile mehr als 90 offene Bücherregale, teils in Telefonzellen, vor Hauseingängen, in Nachbarschaftszentren und Lokalen. In Basel, wo in Cafés und Treffpunkten bereits öffentliche Bücherregale eingerichtet sind, steht seit Juni 2011 der erste öffentliche Bücherschrank der Schweiz.
Gefördert und finanziert durch unterschiedliche Träger entstehen seitdem speziell gebaute oder umgestaltete, wetterfeste Bücherschränke. In diese kann jeder Bürger seine Bücher einstellen, um sie anderen Lesern anzubieten. Man darf jederzeit Bücher entnehmen und diese zum Lesen mitnehmen; ob man sie zurückbringt, behält, tauscht oder nicht, entscheidet jeder Nutzer selbst. Als Träger und Finanziers fungieren u. a. Privatpersonen, Stiftungen, Lions-Clubs, Bürgervereine und ähnliche Organisationen; in Jülich existiert hierzu beispielsweise ein „Offener Bücherschrank e. V.“

## Nutzung und Akzeptanz
An zentral gelegenen Orten, die leicht erreichbar sind und genügend Zulauf haben, werden die öffentlichen Bücherschränke zumeist schnell akzeptiert und gerne genutzt. Der Gefahr von Vandalismusschäden, wie sie in einzelnen Fällen vorgekommen sind, kann in der Regel durch so genannte „Bücherschrankpaten“ begegnet werden, die dem Zustand der Bücherschränke beständige Aufmerksamkeit widmen und den Bestand pflegen.
Die Akzeptanz, Motivation und die Nutzerstruktur von öffentlichen Bücherschränken wurde im Jahr 2008 beispielhaft durch eine Studie der landwirtschaftlichen Fakultät/Professur für Haushalts- und Konsumökonomik der Universität Bonn erforscht. Dabei wurde festgestellt, dass sich das System als bemerkenswerte Alternative zum klassischen Buchhandel entwickelt habe. Man könne jedoch nicht von einer klassischen Tauschbörse sprechen, sondern von einer freiwilligen Übertragung. Die Befragung der Benutzer brachte hervor, dass die regelmäßige Nutzung beispielhaft sein könnte und ähnliche Versorgungssysteme für andere Waren erwünscht seien. Aufgrund der guten Akzeptanz dieser Idee ist eine rasche Verbreitung von öffentlichen Bücherschränken in Deutschland festzustellen. Eine strapazierfähige und wetterfeste Bauweise fördert die dauerhafte Nutzbarkeit.
Zur Feier des zehnjährigen Jubiläums der Bürgerstiftung Bonn forderte diese – mit Unterstützung der privaten Alanus-Kunsthochschule – die Nutzer der öffentlichen Bücherschränke 2012 auf, ihre persönlichen Geschichten für und über den Bücherschrank an verschiedenen Bonner Standorten zu erzählen. Die hieraus entstandenen und teilweise prämierten Beiträge wurden zusammengefasst und veröffentlicht.
Im Essener Stadtteil Margarethenhöhe entspann sich 2021 eine Debatte, inwiefern es sinnvoll sei, die in den dortigen öffentlichen Bücherschrank eingestellten Bücher mit einem Stempelaufdruck gegen übermäßige Entnahme und Weiterverkauf zu schützen.

## Varianten

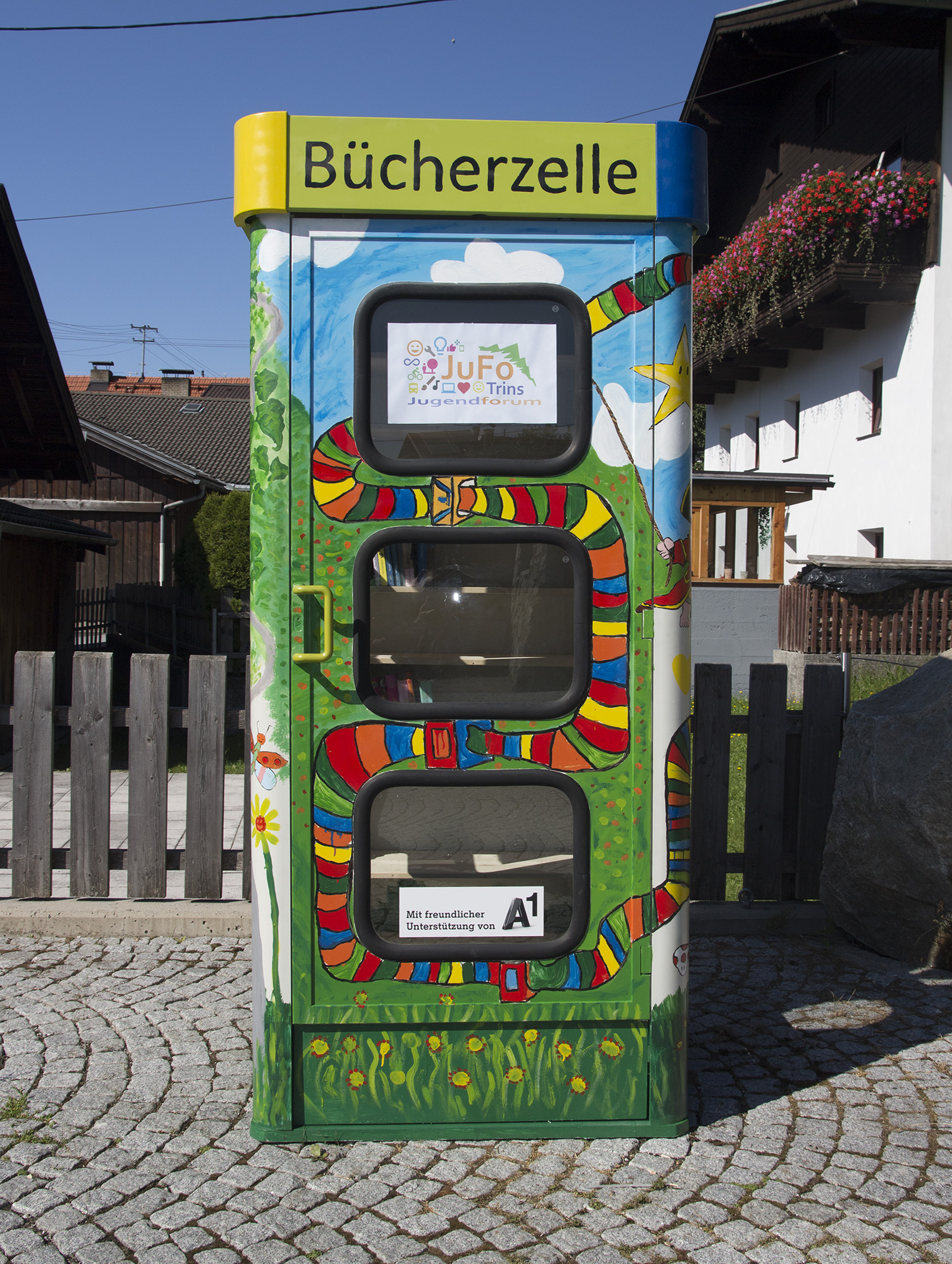
30 Jahre alte Telefonzelle als wetterfeste Bücherzelle in Trins

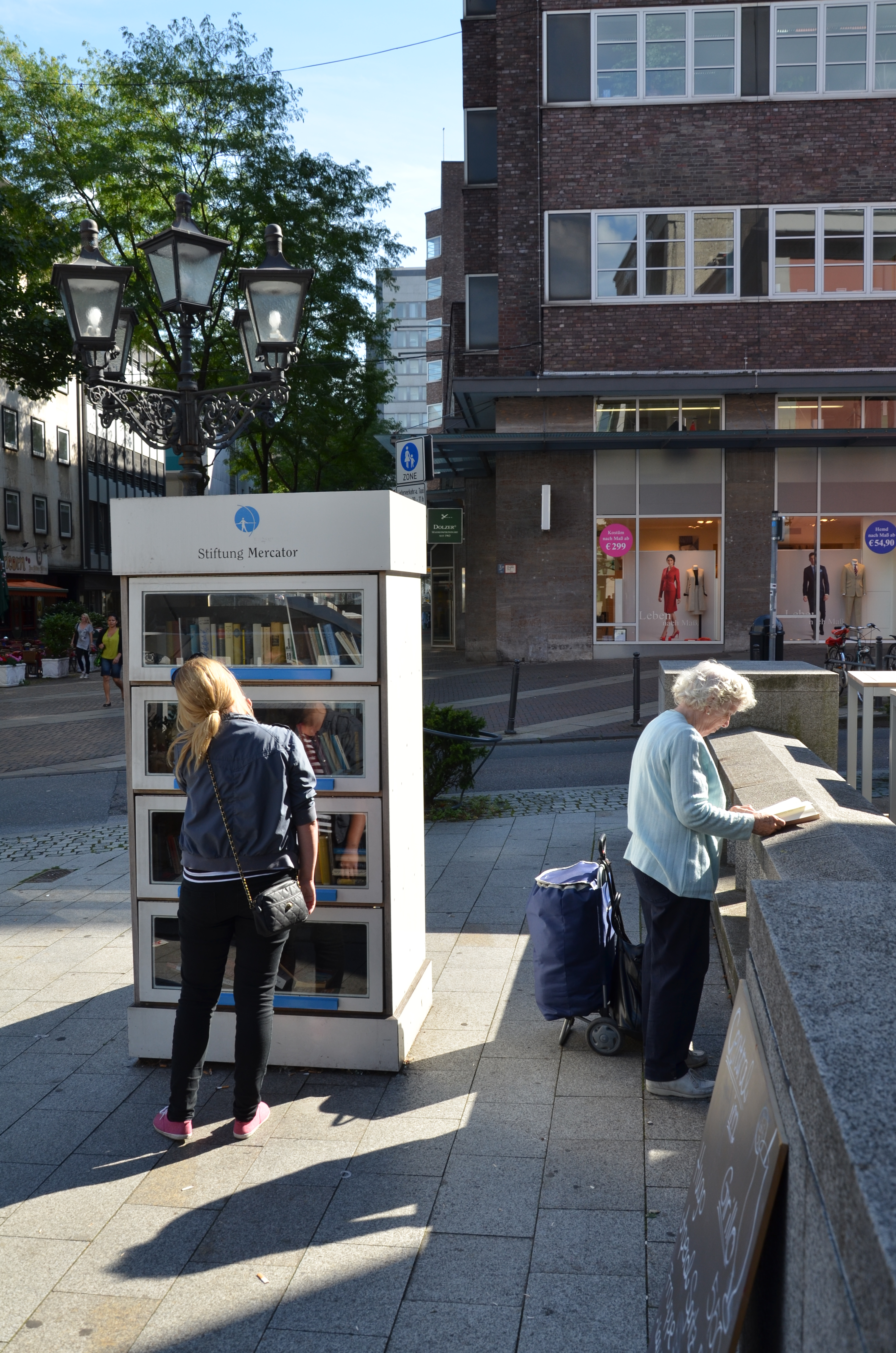
Leserinnen an einem Bücherschrank in Essen

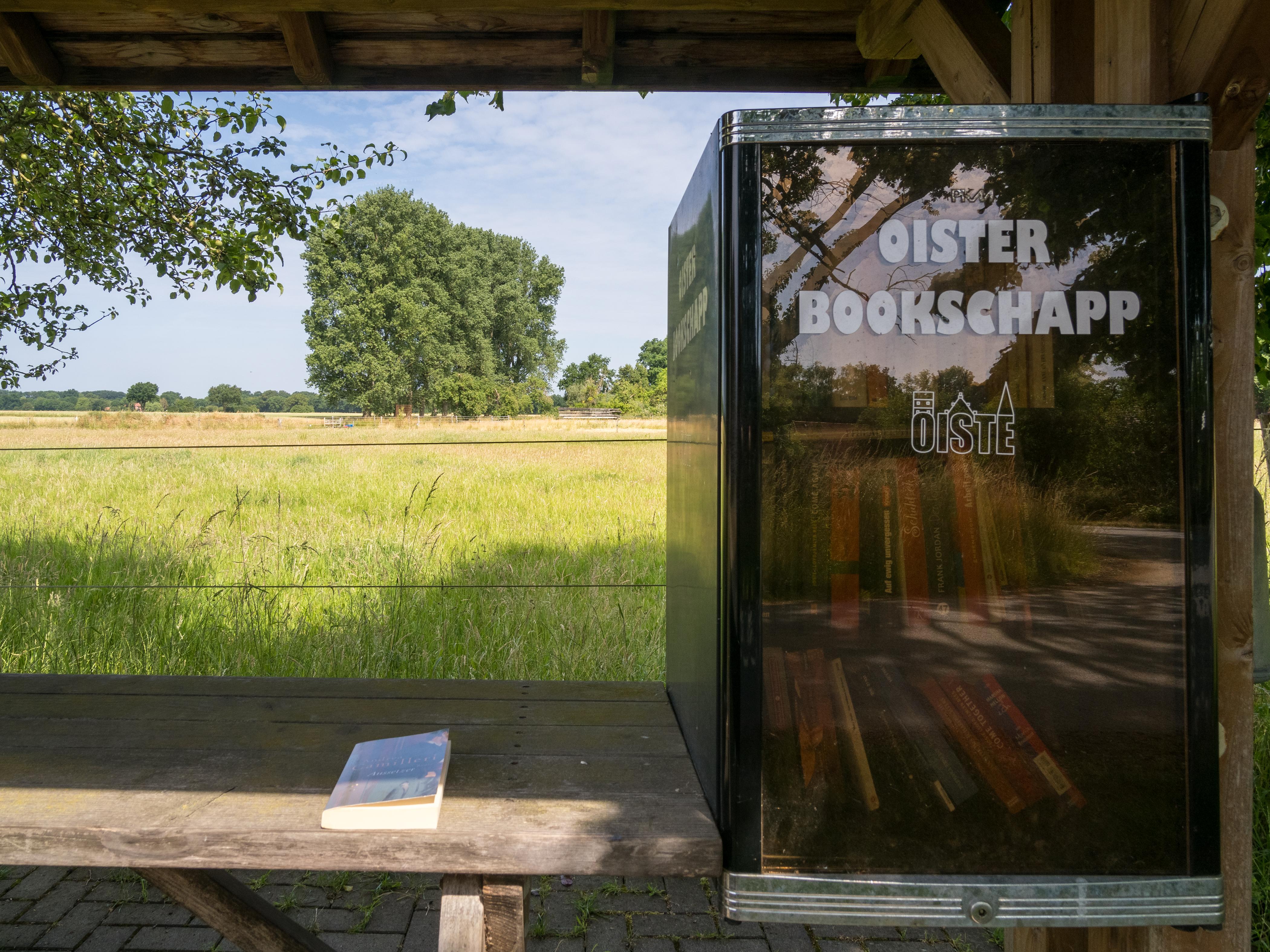
In klein(st)en Orten tut's auch ein Kühlschrank: Oister Bookschapp

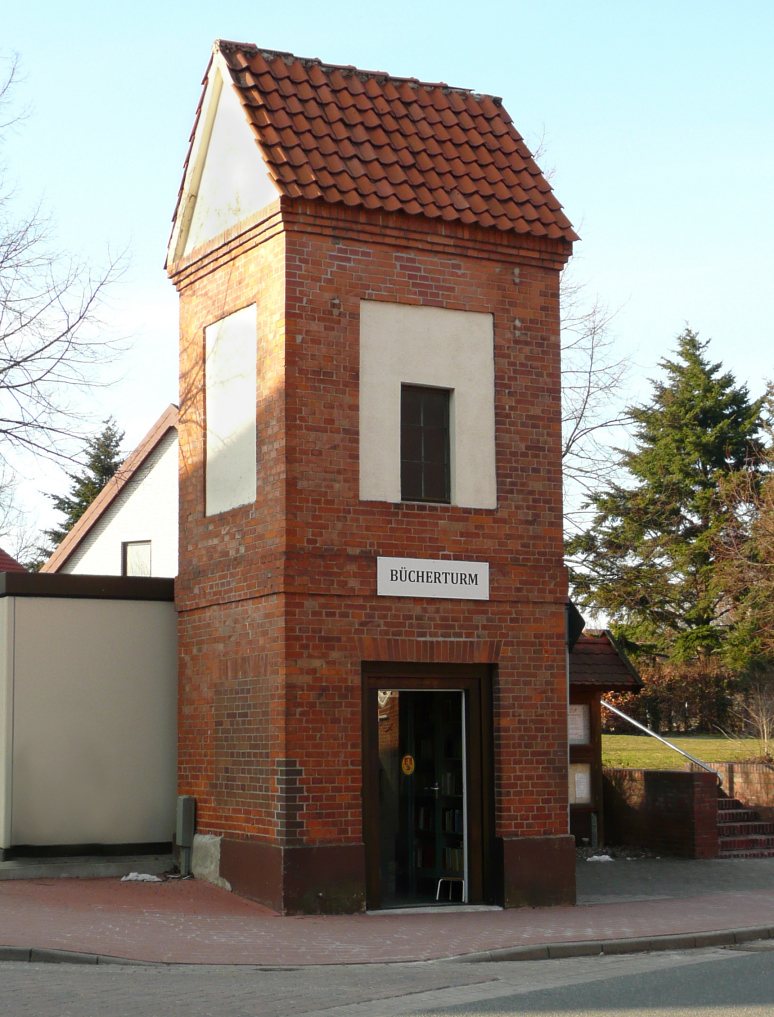
Bücherturm in einem früheren Trafohäuschen in Holtensen

Eine abgewandelte Version des klassischen Bücherschranks befindet sich in Oerlinghausen, den der Förderverein der Stadtbibliothek gemeinsam mit der Projektgruppe „Zusammenleben / Soziales / Kultur“ der lokalen Agenda 21 am Simonsplatz eingerichtet hat. Der Bücherschrank kann bei Bedarf mit Büchern aus der sogenannten „Büchertauschbörse“ bestückt werden. Die kostenlose und öffentliche Tauschbörse findet seit 2007 jeden Samstagvormittag im Dietrich-Bonhoeffer-Haus in Oerlinghausen-Süd statt und funktioniert ähnlich wie ein Bücherschrank, ist aber größer und zeitlich eingeschränkt.
Im Magdeburger Stadtteil Salbke entstand mit dem Lesezeichen Salbke ein ungewöhnlich großes, auch städtebauliche Aufgaben erfüllendes Bauwerk, welches Träger mehrerer kleiner, frei zugänglicher Büchervitrinen ist. In einem benachbarten Ladengeschäft hält der örtliche Bürgerverein nach dem Prinzip der öffentlichen Bücherschränke mehr als 10.000 Bücher zu ehrenamtlich abgesicherten Öffnungszeiten bereit.
In Marburg gibt es einen öffentlichen Bücherschrank, integriert in ein Café. Die Marburger Stadtbücherei ist dazu übergegangen, aussortierte Bücher statt – wie früher – in aufwändigen Ramsch-Veranstaltungen in einem Schrank zum kostenfreien Mitnehmen anzubieten. Diese Variante von öffentlichen Bücherschränken funktioniert offensichtlich durch den laufenden Betrieb und die soziale Kontrolle der Benutzer. In dem geschützten Raum bedarf es keiner Patenschaft und es gibt keine Probleme mit dem Wetterschutz.
Auch im baden-württembergischen Münsingen stehen in einem integrativen Gastronomiebetrieb, einer Begegnungsstätte, rund 5.000 Bücher zum kostenfreien Tauschen und Mitnehmen bereit. Es umfasst zudem ein Tauschregal für CDs sowie Gesellschaftsspiele.
In Frankfurt (Oder) befindet sich seit November 2013 ein öffentliches Bücherregal im „Kunst&KulturWagen“, bei dem es sich um einen umgebauten Wohnwagen des Typs QEK Junior handelt.
Das Modell 02 der BOKX-Bücherschränke nach Hans-Jürgen Greve verfügt an einigen Standorten außerdem über eine zusätzliche Kunstvitrine. Diese wird als Ausstellungsfläche für Kunst, andernorts auch als eine Art „schwarzes Brett“ für das Stadtviertel, genutzt.
In Münchner Stadtteil Au gibt es seit April 2017 einen begehbaren Bücherschrank, gebaut im Stil eines Gartengeräteschuppens. Initiiert wurde die Bücherhütte von Mitgliedern des Bezirksausschusses von Au-Haidhausen, mit Unterstützung der Pfarrei Maria-Hilf, auf deren Grundstück in einer Nische an der Straße die Bücherhütte platziert ist.
In Eltville am Rhein sowie im Ortsteil Hattenheim stehen jeweils Bücherwagen am Flussufer. Das Prinzip ist ebenfalls ein Tag und Nacht geöffneter Bücherstand. Es sind Anhängerwagen mit Regalen. Anders ist, dass die Nutzer aufgefordert sind, für eine Initiative in Burkina Faso zu spenden, die Brillen davon kaufen. Die Betreuer der Bücherwagen kümmern sich um den Bestand und leiten auch die Spendengelder weiter.
In der Nähe des Dortmunder Hafens gibt es ein allgemeines Tauschregal, das auch Bücher enthält.
Seit etwa 2011 etablieren sich in vielen Orten zunehmend ausgediente Telefonzellenhäuschen als optimaler Aufbewahrungsort für zu tauschende Bücher, sowohl von der Größe als auch vom sicheren Schutz vor Wind und Wetter. Andere Orte, wie Holtensen und Wippra, haben alte Trafotürme zu Bücherhäusern ausgebaut. 

## Listen von Bücherschränken
Eine Übersicht öffentlicher Bücherschränke befindet sich in der Liste öffentlicher Bücherschränke. Für die deutschsprachigen Länder, siehe:
- Liste öffentlicher Bücherschränke in Deutschland
- Liste öffentlicher Bücherschränke in Österreich
- Liste öffentlicher Bücherschränke in der Schweiz

## Apps zu Öffentlichen Bücherschränken
- Karten öffentlicher Bücherschränke bietet für Smartphones die Buchschrankfinder App.[21][22]